# Puchar Zdobywców Pucharów w piłce siatkowej (1985/1986)
Puchar Europy Zdobywców Pucharów siatkarzy 1985/1986 – 14. sezon Puchar Europy Zdobywców Pucharów rozgrywanego od 1972 roku, organizowanego przez Europejską Konfederację Piłki Siatkowej (CEV) w ramach europejskich pucharów dla męskich klubowych zespołów siatkarskich "starego kontynentu".

## System rozgrywek
W fazie kwalifikacyjnej i dwóch rundach fazy głównej drużyny połączone zostały w pary. Rozegrały ze sobą po dwa mecze. O awansie decydowały kolejno: liczba zwycięstw, liczba wygranych setów, liczba wygranych małych punktów. Zwycięzcy II rundy fazy głównej awansowali do turnieju finałowego. Zespoły w nim uczestniczące rozegrały spotkania systemem każdy z każdym. Zwycięzcą została drużyna z największą liczbą punktów.

## Drużyny uczestniczące
| Państwo        | Drużyna                   |
| -------------- | ------------------------- |
| Austria        | Sokol Wiedeń              |
| Belgia         | VC Lennik                 |
| Bułgaria       | CSKA Sofia                |
| Czechosłowacja | Vysokie Skoly Praga       |
| Cypr           | Anorthosis Famagusta      |
| Dania          | DHG Odense                |
| Finlandia      | NMKY Pieksämäki           |
| Francja        | AS Cannes                 |
| Grecja         | Olympiakos SF Pireus      |
| Hiszpania      | Sanitas Madryt            |
| Holandia       | Mepal Orion Doetinchem    |
| Izrael         | Hapoel Matte Aszer        |
| Jugosławia     | Partizan Belgrad          |
| Luksemburg     | VC Strassen               |
| Norwegia       | Ulriken VK Bergen         |
| Portugalia     | Académica Mamede          |
| NRD            | TSC Berlin                |
| RFN            | TSV Bayer Leverkusen      |
| Rumunia        | Steaua Bukareszt          |
| Szwajcaria     | Genewa Elite              |
| Szwecja        | Storno Lidingö            |
| Turcja         | Sönmez Filamentspor Bursa |
| Węgry          | Kecskeméti SE             |
| Włochy         | Panini Modena             |
| ZSRR           | Dinamo Moskwa             |

## Runda wstępna
| Data  | Drużyna 1                 | Wynik | Drużyna 2                 | Sety                             |
| ----- | ------------------------- | ----- | ------------------------- | -------------------------------- |
|       | Partizan Belgrad          | 0:3   | Hapoel Mate Asher         | walkower                         |
|       |                           |       |                           |                                  |
|       | Anorthosis Famagusta      | 1:3   | Académica Mamede          | 14:16, 15:11, 14:16, 10:15       |
|       | Académica Mamede          | 3:2   | Anorthosis Famagusta      | 15:3, 15:6, 12:15, 10:15, 15:2   |
|       |                           |       |                           |                                  |
|       | VC Strassen               | 0:3   | DHG Odense                | 12:15, 4:15, 2:15                |
|       | DHG Odense                | 3:0   | VC Strassen               | 15:4, 15:7, 15:3                 |
|       |                           |       |                           |                                  |
| 03.11 | Sanitas Madryt            | 3:1   | Olympiakos Pireus         | 15:7, 10:15, 15:7, 15:7          |
|       | Olympiakos Pireus         | 3:1   | Sanitas Madryt            | 15:8, 15:7, 4:15, 15:11          |
|       |                           |       |                           |                                  |
|       | VC Lennik                 | 3:0   | Kecskeméti SE             | 15:3, 15:13, 15:10               |
|       | Kecskeméti SE             | 3:1   | VC Lennik                 | 15:13, 9:15, 15:8, 15:4          |
|       |                           |       |                           |                                  |
|       | Sokol Wiedeń              | 3:0   | Genewa Elite              | 15:4, 16:14, 15:10               |
|       | Genewa Elite              | 3:0   | Sokol Wiedeń              | 16:14, 15:12, 15:5               |
|       |                           |       |                           |                                  |
|       | Vysokie Skoly Praga       | 3:1   | Sönmez Filamentspor Bursa | 15:6, 13:15, 15:7, 15:13         |
|       | Sönmez Filamentspor Bursa | 3:0   | Vysokie Skoly Praga       | 15:5, 15:10, 15:11               |
|       |                           |       |                           |                                  |
|       | Ulriken VK Bergen         | 0:3   | TSC Berlin                | 2:15, 8:15, 10:15                |
|       | TSC Berlin                | 3:0   | Ulriken VK Bergen         | 15:0, 15:5, 15:7                 |
|       |                           |       |                           |                                  |
|       | Mepal Orion Doetinchem    | 1:3   | Storno Lidingö            | 7:15, 17:15, 10:15, 12:15        |
|       | Storno Lidingö            | 2:3   | Mepal Orion Doetinchem    | 15:11, 15:9, 12:15, 17:19, 10:15 |

## 1/8 finału
| Data | Drużyna 1                 | Wynik | Drużyna 2                 | Sety                             |
| ---- | ------------------------- | ----- | ------------------------- | -------------------------------- |
|      | CSKA Sofia                | 3:0   | Pieksämäen NMKY           | 15:10, 15:4, 15:9                |
|      | Pieksämäen NMKY           | 2:3   | CSKA Sofia                | 9:15, 15:8, 7:15, 15:7, 13:15    |
|      |                           |       |                           |                                  |
|      | Hapoel Mate Asher         | 0:3   | TSV Bayer Leverkusen      | 5:15, 10:15, 5:15                |
|      | TSV Bayer Leverkusen      | 3:0   | Hapoel Mate Asher         | 15:4, 15:10, 15:5                |
|      |                           |       |                           |                                  |
|      | Académica Mamede          | 2:3   | DHG Odense                | 12:15, 15:12, 16:14, 16:18, 8:15 |
|      | DHG Odense                | 3:1   | Académica Mamede          | 8:15, 15:10, 15:9, 16:14         |
|      |                           |       |                           |                                  |
|      | Sanitas Madryt            | 3:1   | Steaua Bukareszt          | 15:3, 12:15, 15:8, 15:6          |
|      | Steaua Bukareszt          | 3:0   | Sanitas Madryt            | 15:4, 15:8, 15:6                 |
|      |                           |       |                           |                                  |
|      | Dinamo Moskwa             | 3:0   | VC Lennik                 | 15:0, 15:6, 15:7                 |
|      | VC Lennik                 | 0:3   | Dinamo Moskwa             | 16:18, 12:15, 8:15               |
|      |                           |       |                           |                                  |
|      | Sokol Wiedeń              | 0:3   | Sönmez Filamentspor Bursa | 9:15, 3:15, 13:15                |
|      | Sönmez Filamentspor Bursa | 3:1   | Sokol Wiedeń              | 15:9, 15:6, 9:15, 15:2           |
|      |                           |       |                           |                                  |
|      | AS Cannes                 | 3:0   | TSC Berlin                | 15:3, 15:6, 15:4                 |
|      | TSC Berlin                | 3:0   | AS Cannes                 | 15:5, 16:14, 15:10               |
|      |                           |       |                           |                                  |
|      | Storno Lidingö            | 1:3   | Panini Modena             | 4:15, 10:15, 16:14, 5:15         |
|      | Panini Modena             | 3:0   | Storno Lidingö            | 15:3, 15:4, 15:8                 |

## Ćwierćfinały
| Data | Drużyna 1                 | Wynik | Drużyna 2                 | Sety                           |
| ---- | ------------------------- | ----- | ------------------------- | ------------------------------ |
|      | CSKA Sofia                | 3:0   | TSV Bayer Leverkusen      | 15:5, 15:4, 15:7               |
|      | TSV Bayer Leverkusen      | 0:3   | CSKA Sofia                | 10:15, 8:15, 12:15             |
|      |                           |       |                           |                                |
|      | DHG Odense                | 0:3   | Steaua Bukareszt          | 7:15, 10:15, 9:15              |
|      | Steaua Bukareszt          | 3:0   | DHG Odense                | 15:7, 15:5, 15:7               |
|      |                           |       |                           |                                |
|      | Dinamo Moskwa             | 3:0   | Sönmez Filamentspor Bursa | 15:6, 15:4, 15:11              |
|      | Sönmez Filamentspor Bursa | 0:3   | Dinamo Moskwa             | 8:15, 8:15, 4:15               |
|      |                           |       |                           |                                |
|      | AS Cannes                 | 3:3   | Panini Modena             | 15:13, 6:15, 4:15, 16:14, 7:15 |
|      | Panini Modena             | 3:0   | AS Cannes                 | 15:9, 15:10, 16:14             |

## Turniej finałowy
Ateny
Wyniki
| Data  | Drużyna 1        | Wynik | Drużyna 2        | Sety                            |
| ----- | ---------------- | ----- | ---------------- | ------------------------------- |
| 21.02 | Panini Modena    | 1:3   | CSKA Sofia       | 9:15, 15:10, 10:15, 7:15        |
| 21.02 | Steaua Bukareszt | 3:0   | Dinamo Moskwa    | 15:13, 15:6, 15:13              |
|       |                  |       |                  |                                 |
| 22.02 | Dinamo Moskwa    | 0:3   | Panini Modena    | 6:15, 15:17, 5:15               |
| 22.02 | CSKA Sofia       | 2:3   | Steaua Bukareszt | 15:10, 7:15, 15:8, 11:15, 11:15 |
|       |                  |       |                  |                                 |
| 23.02 | Dinamo Moskwa    | 3:0   | CSKA Sofia       | 15:12, 15:8, 15:10              |
| 23.02 | Panini Modena    | 3:0   | Steaua Bukareszt | 15:12, 15:6, 15:11              |

Tabela
| Lp. | Drużyna          | Pkt | Mecze | Mecze | Mecze | Sety | Sety | Sety  | Małe punkty | Małe punkty | Małe punkty |
| Lp. | Drużyna          | Pkt | M     | W     | P     | wyg. | prz. | ratio | zdob.       | str.        | ratio       |
| --- | ---------------- | --- | ----- | ----- | ----- | ---- | ---- | ----- | ----------- | ----------- | ----------- |
| 1   | Panini Modena    | 5   | 3     | 2     | 1     | 7    | 3    | 2.333 | 133         | 110         | 1.209       |
| 2   | Steaua Bukareszt | 5   | 3     | 2     | 1     | 6    | 5    | 1.200 | 137         | 136         | 1.007       |
| 3   | CSKA Sofia       | 4   | 3     | 1     | 2     | 5    | 7    | 0.714 | 144         | 149         | 0.966       |
| 4   | Dinamo Moskwa    | 2   | 2     | 0     | 2     | 3    | 6    | 0.500 | 103         | 122         | 0.844       |

Źródło: 
Zasady ustalania kolejności: 1. liczba zdobytych punktów; 2. wyższy stosunek setów; 3. wyższy stosunek małych punktów.
Punktacja: zwycięstwo – 2 pkt; porażka – 1 pkt

## Klasyfikacja końcowa
| Miejsce | Drużyna          |
| ------- | ---------------- |
| złoto   | Panini Modena    |
| srebro  | Steaua Bukareszt |
| brąz    | CSKA Sofia       |
| 4.      | Dinamo Moskwa    |